# Jerzy Omaira z Ehden
Jerzy Omaira z Ehden (zm. w lipcu 1644) – duchowny katolicki kościoła maronickiego, w latach 1633–1644 53. patriarcha tego kościoła - "maronicki patriarcha Antiochii i całego Wschodu".